# Yusuf IV di Granada
Abū l-Hajjāj Yūsuf IV ibn al-Mawl, chiamato Abenalmao dai Castigliani (in arabo أبو الحجاج يوسف بن المول بن محمد‎?; ... – 1432), è stato il sedicesimo sultano nasride del Sultanato di Granada. Era un nipote di Muḥammad VI al-Aḥmar. Nel 1431 riuscì a spodestare il fratello Muḥammad IX e a prendere il potere, un anno dopo Muḥammad IX riuscì a riprendersi il suo trono, facendo poi uccidere Yūsuf IV.

## Biografia
Nel 1429 Muḥammad IX al-Aysar vinse la guerra civile che lo contrapponeva a Muḥammad VIII al-Mutamassik, facendolo uccidere due anni dopo. Riḍwān Bannigas, capo della fazione legittimista che aveva sempre sostenuto Muḥammad VIII al-Mutamassik, iniziò a cercare un nuovo pretendente al trono per rovesciare Muḥammad IX al-Aysar. Al posto di sostenere i nipoti di Yūsuf II, come Yūsuf ibn Yūsuf o Saʿd al-Mustaʿīn ibn Yūsuf ibn Naṣr, che erano i candidati alla successione più legittimi, Riḍwān Bannigas preferì sostenere un fratello di al-Aysar, nipote dell'usurpatore Muḥammad VI al-Aḥmar, vale a dire Yūsuf ibn al-Mawl (nelle cronache castigliane chiamato "Abenalmao"). Ibn al-Mawl ottenne il sostegno anche dei due figli di Yūsuf II.
I cospiratori si incontrarono nel palazzo di Yūsuf ibn al-Mawl a Granada, dove decisero di chiedere aiuto a Giovanni II di Castiglia. Riḍwān Bannigas lasciò Granada nel maggio del 1431, raggiungendo Cordova. Riḍwān disse ai castigliani che avrebbero potuto attaccare direttamente Granada, assicurando loro che la popolazione gli avrebbe ben accolti, così avrebbero potuto mettere sul trono Yūsuf ibn al-Mawl. Giovanni II disse a Riḍwān Bannigas che accettava di aiutarli.
Il 3 giugno del 1431, Giovanni II pubblicò una bolla pontificia di papa Martino V, che proclamava una nuova crociata. L'esercito crociato attraversò il confine e invase il Sultanato di Granada. Muḥammad IX al-Aysar inviò delle piccole squadre a molestare i Castigliani. Il giorno successivo, Riḍwān Bannigas e Yūsuf ibn al-Mawl lasciarono Granada per incontrare Giovanni II. Quest'ultimo, invece di riconoscere Yūsuf come legittimo sovrano del Sultanato di Granada e vassallo del Regno di Castiglia, semplicemente gli offrì la sua ospitalità.
Muḥammad IX al-Aysar affidò il comando dell'esercito al nipote  Muḥammad al-Aḥnaf, nelle cronache castigliane chiamato "El Cojo" (lo zoppo), che era uno dei suoi migliori comandanti militari. Il 1º luglio del 1431 ci fu la battaglia di La Higueruela tra le truppe di Giovanni II di Castiglia guidate da Álvaro de Luna e le truppe Muḥammad El Cojo. La battaglia si concluse con una vittoria tattica castigliana.
L'esercito crociato non conquistò nulla, e Giovanni II si ritirò a Cordova assieme a Riḍwān Bannigas e Yūsuf ibn al-Mawl. Yūsuf ibn al-Mawl venne considerato dalla Castiglia il legittimo sultano del Sultanato di Granada, e si trasferì  a Cordova. Quando questa notizia si diffuse in tutto il Sultanato di Granada, un certo numero di nemici di Muḥammad IX al-Aysar si unì alla causa di Yūsuf IV.

### Regno
Nel settembre 1431 ad Ardales, Yūsuf IV stilò un trattato con Giovanni II di Castiglia, in cui c'erano le condizioni del vassallaggio del Sultanato di Granada nei confronti del Regno di Castiglia. Questo trattato sarebbe diventato valido non appena Yūsuf fosse salito al trono del Sultanato. Nel contempo a Granada l'Albayzín si ribellò contro Muḥammad IX al-Aysar. Quest'ultimo, non avendo più altri sostenitori che non i membri del clan degli Abencerrages, abbandonò Granada e fuggì ad Almería. Appena saputo questo, Yūsuf mandò una forza di seicento cavalieri, sotto il comando di Riḍwān Bannigas, che riuscì ad occupare Granada.
Nel gennaio del 1432, Yūsuf ibn al-Mawl fece il suo ingresso nella città. Il suo primo atto politico fu quello di nominare visir Riḍwān Bannigas. Nell'Alhambra, Yūsuf IV confermò il trattato di vassallaggio firmato con Giovanni II, secondo il trattato Yūsuf  avrebbe dovuto liberare tutti i prigionieri cristiani che si trovavano nel Sultanato, non avrebbe dovuto accogliere nel suo territorio nessun cristiano convertito all'Islam, avrebbe dovuto pagare alla Castiglia 20.000 monete d'oro all'anno, e, nel caso in cui la Castiglia fosse stata attaccata, avrebbe dovuto fornire 1500 cavalieri.
Questo umiliante trattato spinse le autorità religiose a sostenere Muḥammad IX al-Aysar, che ad Almeria  aveva trovato molti sostenitori.  Ottenne inoltre il sostegno del sultano hafside dell'Ifriqiya Abū Fāris ʿAbd al-ʿAzīz II, che aveva già aiutato Muḥammad IX a prendere il potere nel 1429.
Muḥammad al-Aysar, assieme al nipote Muḥammad al-Aḥnaf e cinquecento cavalieri attaccò di sorpresa Granada, conquistandone la medina, l'Albayzín e parte dell'Alhambra. Yūsuf ibn al-Mawl unì il suo esercito ai rinforzi Castigliani e abbandonò la città, venendo inseguito e sconfitto da Muḥammad al-Aḥnaf.
Yūsuf ibn al-Mawl si arrese a Muḥammad al-Aḥnaf, fu fatto prigioniero, ma venne risparmiato. Verso la fine di aprile del 1432, Muḥammad al-Aḥnaf inviò un messaggero a Muḥammad al-Aysar, per annunciargli la cattura del suo nemico. Muḥammad IX al-Aysar liberò dalla prigionia Yūsuf ibn al-Mawl, che si rifugiò in Castiglia, dopodiché non si seppe più nulla su di lui. Secondo alcuni storici, Yūsuf venne fatto uccidere su ordine di Muḥammad IX al-Aysar. Riḍwān Bannigas e gli altri fedeli di Yūsuf fuggirono da Granada per rifugiarsi in Castiglia.